# Justus van Huysum II
Justus van Huysum II, o Huijsum II (Amsterdam, 1685 – Amsterdam, 2 novembre 1707), è stato un pittore e disegnatore olandese.

## Biografia
Figlio di Justus van Huysum I, apprese da questi l'arte della pittura e prima della sua precoce morte lavorò presso lo studio del padre. Diversamente da questi e dai suoi fratelli Jan e Jacob, non si specializzò nella pittura floreale, bensì nella pittura di battaglie e fu anche un competente disegnatore.
Dipingeva quadri sia di piccole che di grandi dimensioni con sorprendente facilità e senza ricorre ad alcun modello, ma componendo i suoi soggetti solo con il potere della sua immaginazione e disponendoli con gusto e criterio.

## Opere
- Natura morta con vaso di fiori, olio su tela, 64 x 53 cm, firmato[5]
- Caccia col falco e Caccia al cervo, coppia di disegni a sanguigna, 11,8 x 14,6 cm, firmato[6]